# Santafox
Santafox — система управления содержимым (CMS) с открытым исходным кодом под лицензией GNU General Public License (GPL). Написана на PHP c использованием в качестве хранилища базы данных СУБД MySQL.

## История версий
- Первая бета-версия Santafox 1.0b вышла 24 Марта 2008 года, за которой последовало большое количество промежуточных версий.
- Второй виток в развитии состоялся в середине 2010 года с выпуском версии 2.0х
- 11 августа 2012 года выходит версия 3.01[2], которая ознаменует огромный скачок (по сравнению с версиями 2.0х) в работе самого движка и интерфейса в частности.
- Последней версией является 3.15[1].

## Особенности[3]
1. Удалённый установщик. Позволяет установить CMS не только стандартным способом, но и через FTP соединение на удаленный сервер.
2. Встроенная система бэкапов. Можно делать бэкапы только кода сайта, файлов данных, базы данных или все сразу. Предыдущую версию сайта можно восстановить одним кликом мышки.
3. Удобство разработки. Чтобы перенести локальную копию сайт на хостинг, достаточно в административной панели локальной копии сайта сохранить базы/контент/код, потом залить этот архив на сайт на хостинге и восстановить его из архивной копии.
4. Удобный шаблонизатор. Реализация с помощью метки, которая может быть указана даже кириллицей.
5. Система апдейтов. Можно обновить код сайта через административный интерфейс.
6. Встроенная система сбора статистики. Позволяет узнать все о посетителях. Более того, при любом обращении с сайта (форма обратной связи или заказ в магазине) есть возможность дописать к заказу информацию о заказавшем человеке(по какому запросу пришел, откуда и т. п.).
7. Защита e-mail от спам-ботов. Автоматическая кодировка всех e-mail-адресов в коде страницы для защиты от спам-ботов.
8. Полная русскоязычная документация от разработчиков.

## Критика
1. Нет разделения по группам пользователей. Администратор либо имеет полный доступ ко всему контенту, либо нет.
2. Нет ревизий. Из-за случайности может быть утерян весь контент на сайте. В этом случае нужно будет восстанавливать его из бекапа.

## Список модулей «из коробки»
- Linkfeed
- Sentinel
- Авторизация
- Версия для печати
- Вопросы и ответы
- Галерея
- Дорога (реализация хлебных крошек)
- Карта сайта
- Каталог товаров
- Комментарии и отзывы
- Меню
- Новости
- Обратная связь
- Поиск
- Продажа ссылок (SAPE)
- Произвольный код
- Рассылка новостей

Неофициальные модули и дополнения можно найти на форуме разработчиков.

## Минимальные требования для хостинга
1. Apache;
2. MySQL4 и выше;
3. PHP 5.2 c модулями: calendar, session, ftp, iconv, json, pcre, mbstring, gd, mysql.

## Полезные ссылки
- Статья на habrahabr.ru о выходе первой версии Santafox
- Примеры сайтов на Santafox
- Официальная документация
- Руководство по разработке модулей
- Интерфейс CMS Santafox 3.01 на Twitter Bootstrap